# دار الأطفال الميؤوس من شفائهم

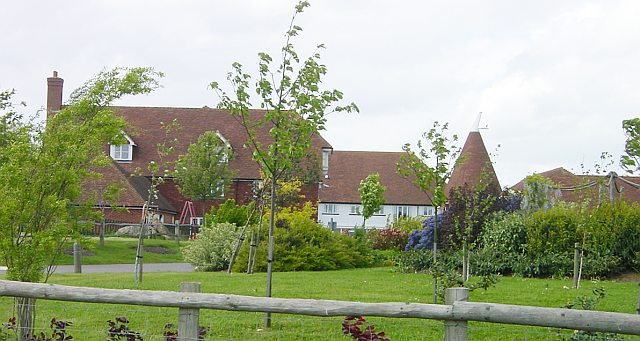

دار الأطفال الميؤوس من شفائهم هي دار رعاية مصممة خصيصًا لمساعدة الأطفال والشباب الذين لا يتوقع بقاءهم على قيد الحياة إلى مرحلة البلوغ نتيجة الأمراض الانفعالية والبدنية التي يعانون منها، وكذلك لتوفير فترة رعايةٍ مؤقتةٍ لأسرهم.

## الخدمات
تتضمن الخدمات النموذجية لدور الأطفال الميؤوس من شفائهم ما يلي:
- الرعاية التلطيفية، والرعاية المؤقتة، ورعاية الطوارئ، والرعاية في مرحلة الاحتضار للأطفال على أيدي متخصصين (سواء كانت في الدار أو في منزل الطفل)

مواساة ودعم *الثكالى الذي يمكن تقديمه كدعمٍ منزليٍ فرديٍ أو في مجموعاتٍ، ومن خلال التعاون مع الأشقاء أو الشقيقات.
- معلومات ونصائح ومساعدة عملية.
- دعم عبر الهاتف على مدار الساعة.
- نظام اتصال أو عمال الخدمات الأساسيين الذين يتعاملون مع الطفل ويتواصلون مع الأسر للتأكد من توفير الدعم بشكلٍ متسقٍ ومستمرٍ بين الزيارات.
- العلاج الفيزيائي والعديد من العلاجات التكميلية.
- العلاج بالموسيقى واللعب.
- أنشطة للأشقاء.

تعمل خدمات دور الأطفال الميؤوس من شفائهم بالتعاون مع أسر تنتمي لجميع المعتقدات والثقافات والخلفيات العرقية، وتحترم أهمية العادات الدينية والاحتياجات الثقافية الأساسية للحياة اليومية لكل أسرة. ويوجد في العديد من هذه الدور رجل دينٍ لديه معرفةٌ بمجموعةٍ متنوعةٍ من المعتقدات والعادات، وتعتبر كل خدمةٍ عملًا خيريًا مستقلًا يعتمد على ما يتلقاه من الدعم العام للاستمرار في القيام بمهامه.
تكرس دور رعاية الأطفال جهودها لتحسين جودة حياة الأطفال والشباب الذين لا يتوقع بقاؤهم على قيد الحياة حتى البلوغ وكذلك جودة حياة أسرهم. توفر هذه الدور دعمًا مرنًا عمليًا ومجانيًا، سواءً في المنزل أو في دور الرعاية، لجميع الأسرة بصورةٍ متكررةٍ على مدار سنواتٍ، وفي أي مرحلةٍ من مراحل مرض الطفل أو الشاب. وتتضمن هذه الخدمات فترات استراحةٍ قصيرةٍ وأنشطةٍ نهاريةٍ تمكّن الأسر من الحصول على الراحة والمساعدة في السيطرة على الألم أو الأعراض المؤلمة، كما تقدم الدعم لأفراد الأسرة بما في ذلك الأشقاء.
عندما يقترب أجل نهاية حياة الطفل، تقوم دار الأطفال الميؤوس من شفائهم بتقديم رعاية نهاية الحياة، ودعم الثكالى طوال الفترة التي يحتاجون فيها لهذه الخدمات، حيث تساعد الأسر والأصدقاء على التعامل مع الوفاة بكرامةٍ وسلامٍ.

## التنظيم
إن جميع دور الأطفال الميؤوس من شفائهم عبارةٌ عن جمعياتٍ خيريةٍ تعتمد على العطاء العام للاستمرار في تقديم خدماتها للأسر التي تحتاج لدعمها الحيوي.

## دور الأطفال الميؤوس من شفائهم في المملكة المتحدة
تعمل جمعية «معًا لدعم قصيري الأعمار» (Together For Short Lives) الخيرية الوطنية على تحقيق أفضل رعايةٍ ممكنةٍ للأطفال والشباب الذين لا يتوقع بقاؤهم على قيد الحياة حتى البلوغ ولأسرهم. كما تدعم هذه الجمعية كل خدمات رعاية الأطفال الميؤوس من شفائهم من خلال تنظيم الحملات والضغط على الحكومات لضمان سماع أصواتهم، مما يساعد فرق الرعاية التابعة لها على الاستمرار في تطوير مهام رعاية الأطفال الميؤوس من شفائهم، فضلًا عن توعية كل فردٍ بدوره الحيوي وجمع التبرعات لتكفل لنفسها الاستدامة.
وكانت دار «هيلين هاوس» بمدينة أكسفوردشاير أول دار في العالم لرعاية الأطفال الميؤوس من شفائهم. فقد فتحت أبوابها في نوفمبر عام 1982، وقد اقتبس اسم «دار هيلين» من أطراف علاقة الصداقة التي كانت بين الأخت فرانسيس دومينيكا وأولياء أمور طفلة صغيرة مصابة بمرضٍ خطيرٍ تسمى «هيلين»، والتي عاشت بالمنزل مع أسرتها ولكنها كانت تحتاج لرعاية طوال 24 ساعة.
تم افتتاح أول دار لرعاية الأطفال الميؤوس من شفائهم في اسكتلندا، وهي «دار راشيل» التي تديرها جمعية أسكتلندا لرعاية الأطفال، في مارس عام 1996.
يوجد في الوقت الراهن ما يزيد عن 40 دار لتقديم خدمات رعاية الأطفال الميؤوس من شفائهم في المملكة المتحدة. وتحصل دار خدمات رعاية الأطفال الميؤوس من شفائهم في إنجلترا على 5% من الدعم الحكومي في المتوسط، وتعتمد بشدة على التبرعات الشعبية.

## دور رعاية الأطفال الميؤوس من شفائهم في الولايات المتحدة
لا تزال حركة دور رعاية الأطفال الميؤوس من شفائهم في مرحلةٍ مبكرةٍ نسبيًا في الولايات المتحدة، حيث تقدم مستشفيات الأطفال العديد من الوظائف التابعة لرعاية الأطفال الميؤوس من شفائهم. وفي عام 1983، كانت هناك أربع دورٍ فقط يمكنها استقبال الأطفال الميؤوس من شفائهم من بين 1400 دار لرعاية هؤلاء الأطفال. وقد تضمنت التطورات الرئيسية منذ ذلك الوقت:
- 1996: بدأت آن أرمسترونج دالي المديرة التأسيسية للجمعية الدولية لرعاية الأطفال الميؤوس من شفائهم بالتعاون مع وزارة الصحة والخدمات الإنسانية في تقديم حلٍ أفضل للأسر ولبرنامج ميديكيد على نطاقٍ أوسع.
- 1999: وافق الكونجرس على المخصصات المالية لبرنامج رعاية الأطفال الميؤوس من شفائهم الشاملة التابعة لرعاية الأطفال الدولية.
- يونيو 2005: وافقت وزارة الصحة والخدمات الإنسانية على التنازل عن برنامج رعاية الأطفال الشاملة التابع لرعاية الأطفال الدولية إلى ولاية فلوريدا.
- سبتمبر 2005: حصل وزير الصحة والخدمات الإنسانية السابق تومي طومبسون على جائزة «ماتي ستيبانيك» (Mattie Stepanek) التابعة لهيئة رعاية الأطفال الدولية عن دوره في الرعاية الصحية للأطفال.[4]

من خلال جهود الجمعية الدولية لرعاية الأطفال الميؤوس من شفائهم، يمكن اعتبار أن هناك ما يزيد عن 3000 دار رعاية في الوقت الحالي بالولايات المتحدة تستقبل الأطفال الميؤوس من شفائهم. كذلك، يوجد نحو 450 برنامجًا يتضمن دور رعاية خاصة بالأطفال الميؤوس من شفائهم أو دور للرعاية التلطيفية أو دور رعاية تقدم الخدمات بالمنزل.
ويوجد القليل من دور رعاية الأطفال المستقلة التي تسعى لبدء العمل، ومن بينها:
- دار جورج مارك لرعاية الأطفال الميؤوس من شفائهم التي بدأت في مارس عام 2004 في كاليفورنيا[6]
- دار ريان هاوس، بدأت في مارس 2010 في أريزونا[7]
- قصر دكتور بوب، بدأ في 2011 في ميريلاند
- سارة هاوس، في طور الإنشاء في أوهايو
- كونور هاوس، في طور الإنشاء في فيلادلفيا
- منارة الأطفال بمينيسوتا، طور الإنشاء في مينيسوتا
- دار ترينتي كير بروفيدنس ودار ترينتي كيدز بدأتا في عام 2001 لخدمة مقاطعتي لوس أنجلوس وأورانج في كاليفورنيا. www.trinitycarehospice.org

## فيكندا
- دار قصر كانيوك - بدأت في 1995 في فانكوفر، كولومبيا البريطانية
- دار روتاري/منزل فلايمز - بدأت عام 2009 في كالجاري، ألبرتا
- مركز فيليب عزيز (دار رعاية الأطفال الميؤوس من شفائهم) - مركز مقرر إنشاؤه في تورنتو، أونتاريو
- دار روجر هاوس - بدأ عام 2006 في أوتاوا، أونتاريو

## دار رعاية الأطفال الميؤوس من شفائهم في دول أخرى
- دار ليلا إريستاجاردن بدأت عام 2010، وتقع في استكهولم، السويد. وتعتبر أول دار لرعاية الأطفال الميؤوس من شفائهم في دول الشمال.[8]
- دار لورالين بدأت عام 2011، في دبلن، أيرلندا، وتعتبر أول دار لرعاية الأطفال الميؤوس من شفائهم في أيرلندا.[9]